# لمور ورزشکار آنکارانا
 لمور ورزشکار آنکارانا (نام علمی: Lepilemur ankaranensis) نام یک گونه از سرده لمورهای ورزشکار است.